# Итто Сёдэн Муто-рю
Итто Сёдэн Муто-рю (яп. 一刀正伝無刀流, «школа истинной передачи традиций системы без меча Ито Иттосая») — древняя школа кэндзюцу, классическое боевое искусство Японии, основанное во второй половине 1800-х годов мастером по имени Ямаока Тэцутаро Такаюки, более известным как Ямаока Тэссю (яп. 山岡 鉄舟).

## История
Школа Итто Сёдэн Муто-рю была основана во второй половине 1800-х годов мастером по имени Ямаока Тэцутаро Такаюки. До создания собственной системы Ямаока изучал ряд различных стилей боевых искусств на протяжении многих лет. Наибольшее внимание он уделял школам Оно-ха Итто-рю и Наканиси-ха Итто-рю, в которых он впоследствии получил мэнкё кайдэн. При создании собственной линии передачи, Ямаока назвал её Итто Сёдэн Муто-рю, тем самым подчеркнув, что он прошёл верный путь передачи принципов и методов школы Итто-рю. Термин Муто («без меча») относится понятия Ямаоки о том, что разница между Мечом и собственным Я, между собой и оппонентом иллюзорно, и что фундаментальное единство всего является самым важным элементом в фехтовании.
На сегодняшний день существует крайне мало практикантов школы Ямаоки. Итто Сёдэн Муто-рю в настоящее время практикуется в Канадзава, префектура Исикава. Мураками Ясумаса, 6-й глава школы, обучался техникам стиля у Главного Судьи Верховного суда, Исиды Кадзуто. Текущим хранителем традиций Итто Сёдэн Муто-рю является Такэхиро Идзаки.

## Генеалогия
Линия передачи традиций школы выглядит следующим образом:
1. Ямаока Тэцутаро Такаюки;
2. Дзэндзиро Кагава (яп. 香川善治郎, 1848 — 1921);
3. Рюдзо Исикава (яп. 石川龍三);
4. Рюносукэ Кусака (яп. 草鹿龍之介, 1892 — 1971);
5. Кадзуто Исида (яп. 石田和外, 1903 — 1979);
6. Мураками Ясумаса (яп. 村上康正);
7. Такэхиро Идзаки (яп. 井﨑武廣).